# Pasabolo losa
El pasabolo losa, pasabolo trasmerano o pasabolo arrudiabrazu es una modalidad de juego de bolos practicada en la comarca de Trasmiera, en la comunidad autónoma de Cantabria (España). Su objetivo consiste en llevar los bolos colocados en una losa o piedra circular más allá de una determinada raya o línea.

## Campo de juego
El campo de juego donde se practica se llama bolera y sus dimensiones son de 25 x 10 metros. En el centro se sitúa la losa, una piedra de 1,9 m de largo por 1,3 m de ancho con nueve agujeros donde son colocados los bolos de 32 centímetros de alto ayudados de arcilla. En uno de los extremos del campo existe una pequeña elevación de unos 40 centímetros de altura y una zanja donde el jugador coge impulso para lanzar la bola arrudiabrazu, envolviendo para tirar de atrás hacia adelante. Al extremo contrario se marca la raya de valoración en semicírculo a 12 metros de la losa. A unos 40 centímetros de la raya de puntuación se señala el pas de birle, otra raya en la prolongación de la línea imaginaria entre el primer bolo de la línea central de la losa y el último de la situada en la izquierda.

## Sistema de juego
Cada jugador de los dos equipos lanza una bola óvala de madera de encina desde la elevación situada en un extremo de la bolera (zona de tiro o pas de tiro) con el fin de golpear los bolos y proyectarlos fuera de la raya. Por cada bolo que rebase la línea se contará un valor de 10. Si algún bolo no logra superar la raya, este tendrá una puntuación de 1 por cada bolo derribado. Si desde el Tiro la bola da exclusivamente al bolo central y lo derriba, este vale 2 y si lo saca de la raya vale 11. A continuación se realiza el birle, es decir, se lanza de nuevo la bola donde esta se ha detenido y en esta acción tiene que tocar la tierra situada antes de la losa. Cada bolo derribado en el birle cuenta como una unidad y si se derriba únicamente el bolo central este vale dos puntos.